# Rangun (prowincja)
Rangun albo Yangon (birm. ရန်ကုန်တိုင်းဒေသကြီး /jàɴɡòʊɴ táɪɴ dèθa̰ dʑí/) – jedna z prowincji w Mjanmie (Birmie), ze stolicą w Rangunie.
Prowincję zamieszkuje 7 355 075 osób, z czego 70,1% zasiedla tereny zurbanizowane. Oprócz Birmańczyków duży odsetek mieszkańców prowincji stanowią Karenowie (zwłaszcza w okręgu miejskim Insein) oraz Szanowie, Monowie, osoby pochodzenia indyjskiego i chińskiego. Spośród 45 okręgów miejskich składających się na prowincję, 34 znajdują się w obrębie granic Rangunu stanowiąc jego dzielnice.